# 40 (Stray Cats)
40 è il decimo album in studio della gruppo statunitense di rockabilly Stray Cats, pubblicato nel maggio 2019 da Surfdog Records. 

## Descrizione
È il loro primo album in studio in 26 anni da Original Cool nel 1993. 
Joe Bosso di Guitar Player ha dichiarato: "L'album è pieno di rocketters spensierati, come Cat Fight (Over a Dog Like Me), Mean Pickin' Mama e Devil Train, e ogni brano vanta un riff widescreen e l'assolo di chitarra virtuosistico, ma la band offre anche alcuni nuovi suoni con il rocker dei riff Cry Danger (co-sceneggiato con Mike Campbell) e lo stile punk di I'll Be Looking Out for You."
Kenneth Partridge di Billboard ha dichiarato: "Quattro decenni dopo, gli Stray Cats sono pronti per" Rock It Off "con gli stessi tre ingredienti di base che hanno sempre usato: la chitarra Gretsch di Setzer, gli elementi di battuta del batterista Slim Jim Phantom, e il contrabbasso esperto di Lee Rocker"

## Tracce
1. Cat Fight (Over a Dog Like Me) – 2:14
2. Rock It Off – 2:59
3. I've Got Love If You Want It – 3:04
4. Cry Danger – 3:09
5. I Attract Trouble – 3:42
6. Three Time's a Charm – 2:07
7. That's Messed Up – 3:56
8. When Nothing's Going Right – 3:01
9. Desperado – 2:55
10. Mean Pickin' Mama – 2:40
11. I'll Be Looking Out for You – 2:35
12. Devil Train – 3:17